# Вињате
Вињате (итал. Vignate) је насеље у Италији у округу Милано, региону Ломбардија.
Према процени из 2011. у насељу је живело 8800 становника. Насеље се налази на надморској висини од 122 м.

## Становништво
| 1931. | 1936. | 1951. | 1961. | 1971. | 1981. | 1991. | 2001. | 2011. |
| ----- | ----- | ----- | ----- | ----- | ----- | ----- | ----- | ----- |
| 1.482 | 1.625 | 2.035 | 2.532 | 4.498 | 4.964 | 7.087 | 7.854 | 9.053 |